# Carles d'Aragó i Tagliavia
Carles d'Aragó i Tagliavia (Palerm, 25 de desembre de 1521 - Madrid, 23 de novembre de 1599), conegut com el duc de Terranova, i anomenat " el gran sículo ", va ser un noble sicilià que va exercir diversos càrrecs d'Estat al servei de l'Imperi espanyol durant el regnat Felip II.
Va ser conseller d'Estat, gran conestable del regne de Sicília i dues vegades el seu president, ambaixador a la cort de Rodolf II, virrei de Catalunya (1581-1582) i governador del Milanesat (1581-1592).
Pels seus serveis a l'imperi, va ser creat i duc de Terranova (1561), i príncep de Castelvetrano (1565) i i comte del Borguetto (1566), a part de cavaller de l'Orde del Toisó d'Or, tot i que va morir abans de rebre el collaret. També va ser marquès d'Ávola, Gran d'Espanya.

## Matrimonis i descendència
Va casar la primera vegada amb Margherita Ventimiglia, filla de Simón Ventimiglia, marquès de Geraci, un dels títols més importants de Sicília, amb qui va tenir per fills a:
- Giovanni d' Aragona Tagliavia, que es va casar amb Maria de Marinis Moncada, que va aportar en dot el marquesat de Favara i de San'Angelo Muxaro.
- Simone d'Aragona Tagliavia, que després d'estudiar a la Universitat d'Alcalá de Henares, va ser ordenat cardenal per Gregori XIII.
- Ottavio d' Aragona Tagliavia, militar al servei dels Àustries.
- Giuseppe d' Aragona Tagliavia, que va morir jove durant un duel a Milà.
- Anna d' Aragona Tagliavia, dona de Giovanni Ventimiglia, marquès de Geraci.
- Margherita d' Aragona Tagliavia, dona de Luigi Sanseverino, príncep de Bisignano.
- Giulia d' Aragona Tagliavia, dona de Fabrizio Carafa, príncep de Roccella.

Després d'enviudar de la seva primera dona, sent un home d'edat avançada, va contreure un segon matrimoni amb Isabella Moncada, filla del comte d'Aderno.